# Bryan Salas
Pour les articles homonymes, voir Salas.
Salas  Sánchez est un nom espagnol. Le premier nom de famille, en général paternel, est Salas ; le second, en général maternel, souvent omis, est Sánchez.
Bryan Alonso Salas Sánchez, né le 27 décembre 1991, est un coureur cycliste costaricien.

## Palmarès et résultats

### Par année
- 2013
  - 4e étape de la Vuelta de la Juventud Costa Rica
  - 3e de la Vuelta de la Juventud Costa Rica
- 2014
  - 2e du championnat du Costa Rica du contre-la-montre
- 2016
  - 1re étape de la Copa Guanacasteca
  - 4e étape du Tour du Costa Rica
- 2017
  -  Champion du Costa Rica du contre-la-montre
  - 1re et 5e étapes de la Vuelta a San Carlos
- 2018
  -  Champion du Costa Rica du contre-la-montre
  - 1re étape de la Vuelta al Sur
  - Classement général du Tour du Costa Rica
  - 3e de la Vuelta a Chiriquí
- 2019
  -  Champion du Costa Rica du contre-la-montre
- 2021
  - Classement général de la Vuelta a Chiriquí
- 2023
  - Tour du Nicaragua :
    - Classement général
    - 3e et 4e étapes

  - 4e étape du Tour du Costa Rica
- 2024
  - 4e étape du Tour Por La Paz

### Classements mondiaux
| Année                                 | 2014 | 2015 | 2016 | 2017  | 2018  | 2019 | 2020 | 2021  | 2022 | 2023  | 2024  |
| ------------------------------------- | ---- | ---- | ---- | ----- | ----- | ---- | ---- | ----- | ---- | ----- | ----- |
| Classement mondial                    |      |      | nc   | 1215e | 1149e | 637e | nc   | 1607e | nc   | 2034e | 1069e |
| UCI America Tour                      | 350e | 408e | nc   | 95e   | 82e   | 70e  | nc   | 258e  | nc   | nc    | nc    |
|                                       |      |      |      |       |       |      |      |       |      |       |       |
| Légende : nc = non classéSource : UCI |      |      |      |       |       |      |      |       |      |       |       |